# Anúna
Anúna er en vokalgruppe fra Irland. Gruppen blev dannet i 1987 af komponisten Michael McGlynn under navnet An Uaithne, der beskriver de tre typer keltisk musik Suantraí (vuggevise), Geantraí (glad sang) og Goltraí (klagesang). I 1991 blev An Uaithne til Anúna og fra 2010 har de taget navnet "Anúna, Ireland's National Choir".
Ved optrædener består gruppen af 12 til 14 medlemmer.
Gruppen sang åbningssangen "Cloudsong" til pauseindslaget Riverdance til Eurovision Song Contest 1994.
Eimear Quinn, der vandt Eurovision Song Contest i 1996, var en del af gruppen da hun stillede op med sangen "The Voice".

## Diskografi
Gruppen har udgivet både albums og DVD'er.
- 1991 – An Uaithne (kun på kassettebånd)
- 1993 – ANÚNA (genindspillet i 2005)
- 1994 – Invocation (genindspillet i 2002)
- 1995 – Omnis (irsk udgave edition)
- 1996 – Omnis (genindspillet international version af 1995-udgaven)
- 1996 – Deep Dead Blue (remaster 2004)
- 1997 – Behind the Closed Eye (remaster 2003)
- 2000 – Cynara
- 2002 – Winter Songs (udgivet under navnet Christmas Songs på Koch Records i 2004)++
- 2003 – Essential Anúna (kun udgivet i Storbritannien på Universal Records)++
- 2005 – The Best of Anúna (europæisk udgave, anderledes trak-arrangement end Essential)++
- 2005 – Essential Anúna (US udgave fra Koch Records)++
- 2006 – Sensation
- 2006 – "Celtic Dreams"
- 2007 – Celtic Origins (CD og DVD)
- 2008 – Christmas Memories (CD og DVD)
- 2009 – Invocations of Ireland (DVD)
- 2009 – Sanctus
- 2010 – The Best of Anúna (New Edition)++
- 2010 – Christmas with Anúna
- 2012 – Illumination

++ Indikerer en form for opsamling